# Laphystia annulata
Laphystia annulata är en tvåvingeart som beskrevs av Hull 1957. Laphystia annulata ingår i släktet Laphystia och familjen rovflugor. Inga underarter finns listade i Catalogue of Life.